# 拉韦里
拉韦里（法語：La Verrie，法語發音：[la vɛʁi]）是法国卢瓦尔河地区大区旺代省的一个旧市镇，位于该省东北部，属于永河畔拉罗什区。2019年，拉韦里与市镇尚布勒托合并为新市镇尚韦里，拉韦里为新市镇行政中心。

## 地理
拉韦里（46°57'40"N, 0°59'42"W）面积43.11 平方千米，位于法国卢瓦尔河地区大区旺代省，该省份为法国西部沿海省份，北起大西洋卢瓦尔省和曼恩-卢瓦尔省，西临大西洋，南至滨海夏朗德省，东部及东南部与德塞夫勒省接壤。
与拉韦里接壤的市镇（或旧市镇、城区）包括：塞夫尔河畔莫尔塔涅、尚布勒托、拉戈布勒蒂耶尔、圣欧班德索尔莫、塞夫尔河畔圣洛朗、圣马洛迪布瓦、圣马丹德蒂约勒。

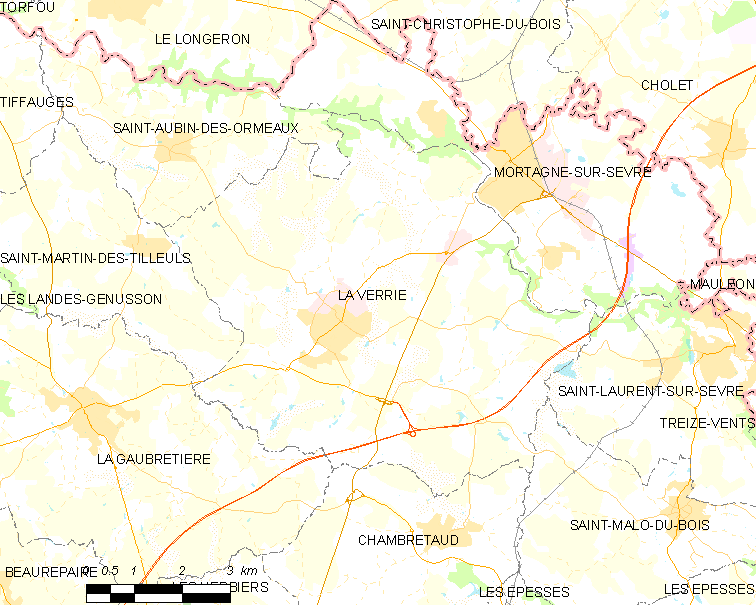
拉韦里的OSM定位图

拉韦里的时区为UTC+01:00、UTC+02:00（夏令时）。

## 行政
拉韦里的邮政编码为85130，INSEE市镇编码为85302。

## 政治
拉韦里所属的省级选区为塞夫尔河畔莫尔塔涅县。

## 人口

1962-2008年间拉韦里人口变化图示

拉韦里于2018年1月1日时的人口数量为3922人。